# Караматина улица (Земун)
| Караматина улица | Караматина улица      |
| ---------------- | --------------------- |
|                  |                       |
| Општина          | Земун                 |
| Почетак          | Трг Бранка Радичевића |
| Крај             | Кеј ослобођењу        |
| Стари називи     | Улица Матије Гупца    |
|                  |                       |
|                  |                       |

Улица Карамата налази се у Београду, у општини Земун и у Доњоградском округу.

## Траса
Караматина улица почиње на раскрсници Трга Бранка Радичевића и Главне улице Земуна. Улица затим скреће на исток, са леве стране прелази Његошеву улицу па Лагумску и Фрушкогорску. Улица се завршава на Кеју ослобођења, на обали Дунава.

## Име улице
Улица носи име породице Карамате, као омаж богатој и утицајној земунској породици.

## Значајни објекти
На броју 17 улице налази се кућа породице Карамата, подигнута 1764. године у барокном стилу; ту су боравиле многе личности, попут аустријског цара Јосифа II, патријарха српског Јосифа Рајачића и Вука Стефановића Караџића, великог реформатора српског језика; због своје архитектонске и историјске вредности уврштен је на листу споменика културе од великог значаја Републике Србије и на листу заштићених културних добара града Београда.